# Episodi di The Good Wife (settima stagione)
La settima e ultima stagione della serie televisiva The Good Wife è andata in onda in prima visione assoluta negli Stati Uniti d'America da CBS dal 4 ottobre 2015 all'8 maggio 2016.
In lingua italiana la prima parte della stagione (ep. 1-11) è stata trasmessa in prima visione in Svizzera su RSI LA1 dal 25 marzo al 3 giugno 2016, mentre gli episodi rimanenti sono stati trasmessi dal 23 settembre al 2 dicembre dello stesso anno; in Italia invece i primi due episodi sono stati trasmessi il 9 e il 30 luglio 2016 su Rai 2, mentre il resto della stagione è andato in onda dal 24 gennaio al 6 febbraio 2017.
| nº | Titolo originale | Titolo italiano          | Prima TV USA     | Prima TV in italiano |
| -- | ---------------- | ------------------------ | ---------------- | -------------------- |
| 1  | Bond             | Legami                   | 4 ottobre 2015   | 25 marzo 2016        |
| 2  | Innocents        | Innocenti                | 11 ottobre 2015  | 1º aprile 2016       |
| 3  | Cooked           | Cotto a puntino          | 18 ottobre 2015  | 8 aprile 2016        |
| 4  | Taxed            | La multa                 | 25 ottobre 2015  | 15 aprile 2016       |
| 5  | Payback          | Azione collettiva        | 1º novembre 2015 | 22 aprile 2016       |
| 6  | Lies             | Tutte le bugie           | 8 novembre 2015  | 29 aprile 2016       |
| 7  | Driven           | Intelligenza artificiale | 15 novembre 2015 | 6 maggio 2016        |
| 8  | Restraint        | Scelta                   | 22 novembre 2015 | 13 maggio 2016       |
| 9  | Discovery        | Documentazione           | 29 novembre 2015 | 20 maggio 2016       |
| 10 | KSR              | Fantasie proibite        | 13 dicembre 2015 | 27 maggio 2016       |
| 11 | Iowa             | Il precipizio            | 10 gennaio 2016  | 3 giugno 2016        |
| 12 | Tracks           | Tracce                   | 17 gennaio 2016  | 23 settembre 2016    |
| 13 | Judged           | Condanna e perdono       | 31 gennaio 2016  | 30 settembre 2016    |
| 14 | Monday           | Lunedì                   | 14 febbraio 2016 | 7 ottobre 2016       |
| 15 | Targets          | Bersagli                 | 21 febbraio 2016 | 14 ottobre 2016      |
| 16 | Hearing          | L'udienza                | 6 marzo 2016     | 21 ottobre 2016      |
| 17 | Shoot            | Testimonianza            | 20 marzo 2016    | 28 ottobre 2016      |
| 18 | Unmanned         | L'ultimo favore          | 27 marzo 2016    | 4 novembre 2016      |
| 19 | Landing          | Spiando le spie          | 17 aprile 2016   | 11 novembre 2016     |
| 20 | Party            | Brindisi                 | 24 aprile 2016   | 18 novembre 2016     |
| 21 | Verdict          | Giurati                  | 1º maggio 2016   | 25 novembre 2016     |
| 22 | End              | Fine                     | 8 maggio 2016    | 2 dicembre 2016      |

## Legami
- Titolo originale: Bond
- Diretto da: Brooke Kennedy
- Scritto da: Robert King e Michelle King

### Trama
Alicia tenta di rianimare la sua carriera legale lavorando come avvocato di una corte, rappresentando gli imputati indigenti e praticando privatamente. Nel suo primo giorno al tribunale, fa amicizia con un altro avvocato, Lucca Quinn, che le passa alcune delle sue cause per farle un favore. Nel frattempo, Louis Canning cerca di attrarre Alicia a lavorare per lui, ma rifiuta l'offerta. Dopo che Alicia ha accettato di sostenerlo, Peter si prepara a lanciare la sua campagna alla vicepresidenza, decidendo di licenziare Eli e assumere un manager di campagna nazionale, Ruth Eastman. Eli decide di vendicarsi di Peter e Ruth diventando il capo dello staff di Alicia e rilancia la sua immagine. A Lockhart, Agos & Lee, Cary si lamenta perché nello studio le modalità di lavoro sono superate e decide di ascoltare gli associati giovani.

## Innocenti
- Titolo originale: Innocents
- Diretto da: Jim McKay
- Scritto da: Craig Turk

### Trama
Alicia sostiene la difesa di un uomo che ha vandalizzato una foto di un museo. La causa degenera in una controversia civile potenzialmente redditizia tra un figlio e i tentativi di sua madre di esibire foto nude. Lucca è la seconda a occuparsi del caso, mentre Alicia prova un nuovo investigatore, che fallisce i suoi incarichi mentre l'opposizione ottiene preziose informazioni. Mentre Lockhart, Agos & Lee cercano anche un nuovo investigatore in sostituzione di Kalinda, Cary tenta di rispondere alle preoccupazioni dei colleghi riguardo al partner senior Howard Lyman, ma finisce per metterlo in imbarazzo e causare difficoltà all'interno dell'azienda. Alicia finalmente assume Jason Crouse come suo investigatore, che rinuncia ad una migliore offerta da parte di Diane per lavorare con Alicia. Nel frattempo, la nomina di Eli come capo dello staff di Alicia è inizialmente vietata da Peter, ma alla fine gli concede di lavorare con lei, con grande dispiacere di Ruth. Con una mossa strategica, Alicia cerca di sistemare le cose con il capo del comitato del Partito Democratico Frank Landau, che aveva precedentemente silurato la sua elezione a Procuratore di Stato.

## Cotto a puntino
- Titolo originale: Cooked
- Diretto da: Michael Zinberg
- Scritto da: Luke Schelhaas

### Trama
Alicia intraprende un nuovo caso che coinvolge un imputato che sintetizza un analogo apparente all'acido gamma-idrossibutirrico, anche detto GHB. Il caso coinvolge Alicia in un'operazione sotto copertura dell'FBI per scovare casi di corruzione giudiziaria. Howard Lyman, temendo di essere cacciato fuori da Lockhart, Agos & Lee, chiede ad Alicia per un consiglio legale per una possibile causa ageista. Mentre è a casa sua, Howard incontra Jackie e inizia una relazione con lei. Diane è d'accordo con i soci nel trasferire il lavoro in eccesso ad Alicia nel tentativo di impedire ad Alicia di diventare la pedina di Canning. Nella campagna per la vicepresidenza, Ruth spinge Eli a convincere Alicia e sua madre Veronica ad apparire in un reality show culinario. Non sorprendentemente, la registrazione della puntata va storta a causa dei rapporti tesi tra Alicia e Veronica.

## La multa
- Titolo originale: Taxed
- Diretto da: Jim McKay
- Scritto da: Leonard Dick

### Trama
Reese Dipple nomina il suo consigliere generale Ethan Carver come collaboratore di Lockhart, Agos & Lee e costringe Diane a prendere in consegna un caso di eutanasia. Ethan suggerisce a Cary di parlare con Alicia per fare pressione su Peter per porre il veto a un'imminente proposta di legge sul suicidio assistito da un medico. Eli sente la conversazione tra Alicia e Cary, e manda Grace e la madre di Peter dal governatore Florrick nel tentativo di infastidire Ruth. Alicia si imbatte in un caso in cui una donna afroamericana è accusata ingiustamente di aver rubato in un negozio di abbigliamento.

## Azione collettiva
- Titolo originale: Payback
- Diretto da: Craig Zisk
- Scritto da: Stephanie Sengupta

### Trama
Eli è amareggiato perché la campagna di vicepresidenza di Peter si sta svolgendo senza di lui al timone. Sua figlia, Marissa, vuole che lui vada avanti ed esorta Alicia a licenziarlo. Alicia e Lucca, affrontano il caso di una studentessa che ha deve ripagare il debito universitario e che viene molestata da un'agenzia di recupero crediti. Comprendendo le potenzialità di una grossa remunerazione, convincono la loro cliente a citare in giudizio il college privato con cui ha contratto il debito e in cui ha studiato, mentre Jason si occupa di investigare sull'agenzia di recupero crediti. Cary e Howard Lyman si scontrano ancora, al punto che Lyman chiede una mediazione interna, che Diane acconsente a presiedere per evitare una causa per ageismo.

## Tutte le bugie
- Titolo originale: Lies
- Diretto da: James Whitmore, Jr.
- Scritto da: Erica Shelton Kodish

### Trama
Alicia e Lucca affrontano il caso di una ex vicepresidente di una società, licenziata per aver fallito un test del poligrafo. Preoccupata per la precedente carriera del suo investigatore come avvocato e successiva radiazione dall'ordine, Alicia decide di indagare sul passato di Jason. Ruth ritiene che la tendenza ascendente di Peter nei sondaggi potrebbe dargli un'opportunità reale di candidarsi alla presidenza, cosa che la spinge ad avvicinarsi ad Eli. Diane, Cary e David decidono di assumere tre nuovi soci e sono in disaccordo sull'assunzione di una giovane avvocato afroamericana. Eli, che sta ancora tramando alle spalle di Ruth, scopre che Peter ha avuto un ruolo nella manomissione delle macchine per il voto e che ha fatto crollare l'elezione di Alicia.

## Intelligenza artificiale
- Titolo originale: Driven
- Diretto da: David Dworetzky
- Scritto da: Tyler Bensinger

### Trama
Louis Canning passa ad Alicia il caso di un imputato accusato di aver fatto un incidente con un'auto di nuova generazione, che non ha bisogno di un guidatore umano, su un altro veicolo, causando la paralisi della conducente. Alicia dibatte contro Canning, che rappresenta la guidatrice ferita, e Diane e Cary, che rappresentano la società che produce le automobili driver-less. Eli, preoccupato per come il matrimonio di Peter e Alicia viene percepito dai media, cerca di farli vivere temporaneamente insieme. Alicia, nominata membro del comitato elettorale, vota come Frank Landau le ha suggerito di fare. Eli cerca di organizzare per Peter un incontro con una ricca amministratrice delegato per fare una donazione alla campagna di Peter con una festa di compleanno falsa per Grace. Nel frattempo, Jackie si fidanzata con Howard Lyman, con grande disapprovazione di Peter.

## Scelta
- Titolo originale: Restraint
- Diretto da: Matt Shakman
- Scritto da: Adam R. Perlman

### Trama
Diane lavora ad importante causa anti-abortista commissionata da Ethan Carver, nonostante la causa sia contraria alle sue idee liberali cerca di assumersi il carico di sostenere il primo emendamento per la libertà di espressione. Questa sua direzione non piace a molti suoi clienti che scelgono di abbandonarla a favore del neo studio Florrick e Queen contattati anche dalla figlia Grace. Il nuovo studio è sempre più a corto di fondi, cerca di recuperare alcuni clienti di Louis Canning. Eli procura una cliente miliardaria Courtney Paige ad Alicia per una consulenza legale dopo aver deciso di fissare un piano salariale di 75000 $ all'anno per tutti i suoi dipendenti. Jason, mentre sta ancora indagando per Alicia e Lucca, inizia a lavorare part-time come investigatore per Lockhart, Agos e Lee.

## Documentazione
- Titolo originale: Discovery
- Diretto da: Rosemary Rodriguez
- Scritto da: Joey Scavuzzo e Aaron Slavick

### Trama
Alicia e Lucca vengono contattate da Lous Canning per difendere Chum-hum in una causa razziale intentata da una ristoratrice afroamericana che si sente esclusa dagli algoritmi di ricerca in base alla sua etnia sostenuta dallo studio Lockhart, Agos e Lee. Tra i due studi inizia uno scontro a base di documentazioni in cui entrambi cercando di sotterrare l'altro con scartoffie. Ruth sospetta che la relazione di Alicia con Jason stia andando oltre la natura professionale, chiede l'intervento di Eli che cerca di avvisare Alicia mettendola in guardia sulle intenzioni dell'investigatore. Eli convoca un focus group per valutare fino a che punto sta andando la riabilitazione di Alicia nel tentativo di convincerla a candidarsi per un seggio al senato dello stato.

## Fantasie proibite
- Titolo originale: KSR
- Diretto da: Jim McKay
- Scritto da: Craig Turk

### Trama
Alicia lavora ad una causa difendendo un dottore da delle accuse di tentato omicidio. Il dottore usava una chat per progettare il rapimento, lo stupro e l'uccisione di una paziente ma è stato arrestato prima di compiere l'atto. La giuria condanna il dottore ma il giudice ribalta il verdetto e Alicia sospetta che lo abbia fatto per corruzione. I neo associati abbandonano lo studio di Diane e Cary per andare da Louis Canning lasciandoli scoperti in un'importante causa di Ethan Carver. Ruth chiede a Courtney Paige di assumere Jason per allontanarlo da Alicia, lui accetta e saluta Alicia. Eli dopo essere stato lasciato da Courtney Paige si reca da Alicia cercando di convincerla a non farsi scappare Jason e confidandole il messaggio che Will Gardner le aveva lasciato sulla segreteria che Eli stesso aveva cancellato.

## Il precipizio
- Titolo originale: Iowa
- Diretto da: Matt Shakman
- Scritto da: Erica Shelton Kodish

### Trama
Alicia parte con Peter e i figli per il tour dell'Iowa nella sua campagna per le presidenziali, durante il tour Alicia è ancora scottata dalle rivelazioni di Eli e in evidente conflitto con lui. Nonostante l'impegno di tutti Peter conquista solo 4 seggi, piazzandosi al quarto posto e perdendo quindi la possibilità di diventare presidente. Lucca nel frattempo lavora al contratto pre-matrimoniale di Jackie e Howard scoprendo grazie all'aiuto di Jason che lui ha dei fondi segreti. Ulteriori verifiche dimostreranno che i fondi sono stati pianificati da Lee e che Howard non ne era a conoscenza. Lee aveva nascosto questi soldi a nome di Howard in un fondo segreto per abbassare la buona uscita di Alicia. Diane e Cary sono sottoposti ad un'inchiesta per delle assunzioni discriminatorie.

## Tracce
- Titolo originale: Tracks
- Diretto da: Félix Alcalá
- Scritto da: Stephanie Sengupta

### Trama
Alicia ha problemi con i vicini di casa che le fanno causa perché conduce la sua attività di avvocato da casa sua, grazie all'aiuto di sua figlia riesce a farli desistere. Il cantante Rowby Canton, già assistito in precedenza, chiede aiuto ad Alicia e Cary che decidono di difenderlo nonostante gli studi divisi. Nel frattempo Diane e Lee complottano per riprendersi alcuni clienti che erano passati ad Alicia. Eli riprende in mano il lavoro presso Peter che è ancora governatore, cerca di farsi perdonare da Alicia senza successo e manda sua figlia Marissa a mediare la situazione. Cary propone a Alicia e Lucca di fondere i propri studi.

## Condanna e perdono
- Titolo originale: Judged
- Diretto da: Rosemary Rodriguez
- Scritto da: Tyler Bensinger

### Trama
Alicia decide di citare in giudizio il giudice per le udienze cautelari per difendere un ex -assistito ma perdono il caso solo per essere soggette a una causa per negligenza da parte dello stesso cliente. Alicia incontra Eli per scoprire le parole di Will. L'investigatore Jason Crouse ritorna dalla California e inizia a lavorare sia con Diane che con Alicia; aiuta Diane nell'arbitrato nel tentativo di prevenire il fallimento di un giornale scolastico e nella causa per negligenza di Alicia. Alicia e Jason si baciano. Cary offre ad Alicia ancora una volta di ricongiungersi a Lockhart, Agos e Lee, ma solo come partner junior.

## Lunedì
- Titolo originale: Monday
- Diretto da: Nelson McCormick
- Scritto da: Leonard Dick

### Trama
Alicia e Lucca tornano a lavorare nello studio Lockart, Agos e Lee anche se la situazione è molto diversa da quello che si aspettavano e vengono bruscamente separate. Il tecnico informatico dello studio cerca Alicia per assumerla in una causa che coinvolgerà la società di Neil Gross, la Chumhum. Marissa viene corteggiata da un uomo che scopre essere un agente dell'FBI intenzionato ad estorcerle delle informazioni; Eli si confronta con Ruth e capiscono che Peter è il bersaglio.

## Bersagli
- Titolo originale: Targets
- Diretto da: David Dworetzky
- Scritto da: Luke Schelhaas

### Trama
Alicia viene scelta dal Pentagono per sostenere un dibattito speciale volto ad individuare dei potenziali terroristi dell'ISIS. Eli e Peter assumono Elsbeth Tascioni per cercare di difendersi ma lei abbandona precocemente il caso perché intuisce di avere un conflitto d'interesse con un suo cliente che riguarda i fondi elettorali di Peter. Nello studio David e Cary sospettano che Diane sta cercando di creare uno studio al femminile e assumono Jason per indagare. Alicia e Jason diventano amanti.

## L'udienza
- Titolo originale: Hearing
- Diretto da: Félix Alcalá
- Scritto da: Adam R. Perlman

### Trama
Alicia e Jason stanno trascorrendo un passionale week-end chiusi nell'appartamento di Alicia quando vengono bruscamente interrotti da Veronica, la madre di Alicia, che è venuta con il fratello per lamentarsi di una truffa appena accaduta; nello steso momento irrompe Eli con il nuovo avvocato di Peter. Alicia presenta Jason ai suoi famigliari e chiederà a lui di occuparsi del truffatore di sua madre. Nel frattempo iniziano le udienze per il caso di Peter, Alicia scopre che dal gabinetto per i disabili si riesce ad ascoltare l'udienza segreta in aula e convince Eli ad ascoltare; scoprono così che l'indagine si basa su un'accusa relativa ad un caso del 2012 seguito da Cary quando lavorava per il procuratore. Cary e Lee cominciano a sospettare che Diane voglia fondare un nuovo studio al femminile portandosi via Alicia, Diane proporrà ad Alicia di entrare in questo nuovo studio.

## Testimonianza
- Titolo originale: Shoot
- Diretto da: Frederick E.O. Toye
- Scritto da: Stephanie Sengupta

### Trama
Diane e Cary seguono un cliente accusato di diffamazione per aver affisso un cartello contro un negozio di armi dopo aver subito la morte della figlia e problemi finanziari correlati alla diffusione delle armi ad opera di questa armeria. La figlia di Alicia viene respinta dall'università a causa del suo tema considerato un plagio, Alicia contesterà il software che viene utilizzato per valutare i temi. Eli prepara Alicia ad affrontare la corte del tribunale, scelgono di non appellarsi al diritto di non rispondere sfruttando una debolezza della giuria.

## L'ultimo favore
- Titolo originale: Unmanned
- Diretto da: James Whitmore, Jr.
- Scritto da: Tyler Bensinger

## Spiando le spie
- Titolo originale: Landing
- Diretto da: Phil Alden Robinson
- Scritto da: Luke Schelhaas

## Brindisi
- Titolo originale: Party
- Diretto da: Rosemary Rodriguez
- Scritto da: Leonard Dick

### Trama
Alicia ospita una festa a casa sua, in onore dell’unione tra Howard Lyman e Jackie. In questa occasione, Grace e Zach scoprono l’intenzione della madre di divorziare. Zach annuncia la sua volontà di sposarsi con la sua nuova fidanzata e di partire con lei per la Francia, lasciando temporaneamente il college, nonostante il disappunto dei suoi genitori. Diane mostra ad Alicia il nuovo nome che ha intenzione di dare al loro studio legale, con una partnership tutta al femminile.

## Giurati
- Titolo originale: Verdict
- Diretto da: Michael Zinberg
- Scritto da: Craig Turk

### Trama
Il processo contro Peter inizia e a difenderlo ci sarà Diane, col sostegno di Alicia. Un testimone dell’accusa a sorpresa, Geneva Pine, viene chiamato a testimoniare e ciò danneggia Peter, che pensa di accettare un accordo che prevede due anni in prigione.

## Fine
- Titolo originale: End
- Diretto da: Robert King
- Scritto da: Robert King e Michelle King

### Trama
La giuria del processo contro Peter si vuole concentrare sull’omicidio di cui Peter è accusato di aver manipolato le prove. Alicia chiede aiuto a Cary per trovare i proiettili, in modo da scoprirne la provenienza, ma si rivela una prova a favore dell’accusa, che la usa in tribunale. Alicia si vede costretta a fare una scelta difficile e decide di privilegiare l’interesse del cliente e marito, provocando un duro scontro con Diane, che non vuole che la credibilità di suo marito Kurt, perito tecnico nel processo, venga messa a repentaglio. Nonostante ciò, Lucca, su richiesta di Alicia, durante il suo controinterrogatorio, mina la credibilità di Kurt, utilizzando anche dei dettagli della sua vita privata, il che lascia sconvolta Diane, tanto da dover abbandonare l’aula. Peter decide di accettare un accordo che non prevede il carcere, ma le sue dimissioni. Alicia sta al suo fianco durante l’annuncio, ma vede in lontananza una figura simile a quella del suo investigatore Jason, che sembra andato via definitivamente. Nella scena finale, si consuma l’ultimo atto dello scontro tra Alicia e Diane, che si traduce in uno schiaffo dato da quest’ultima ad Alicia, sconvolta.